# Eryk I Starszy
Eryk I Starszy (ur. 16 lutego 1470 r. w Neustadt am Rübenberge, zm. 30 lipca 1540 r. w Haguenau) – książę Brunszwiku-Calenbergu od 1495 r. z dynastii Welfów.

## Życiorys
Eryk I był młodszym synem księcia Brunszwiku Wilhelma II Młodszego oraz Elżbiety, córki Bodona VII, hrabiego Stolbergu. Wychowany został w duchu głębokiej pobożności i ideałów rycerskich, którym pozostał wierny całe życie. W młodości wiele czasu spędził na dworze księcia bawarskiego Albrechta IV Mądrego, zięcia cesarza Fryderyka III Habsburga. W 1488 r. odbył pielgrzymkę do Jerozolimy i Rzymu. W 1493 r. walczył przeciwko Turkom w służbie swego ojca chrzestnego, syna i następcy Fryderyka III, Maksymiliana I Habsburga.
Po abdykacji swego ojca otrzymał wraz ze starszym bratem Henrykiem I Starszym rządy w księstwie Brunszwiku, które podzielili między siebie w 1495 r.: Henryk otrzymał część z siedzibą w Wolfenbüttel, a Eryk Calenberg i Getyngę. Także po objęciu rządów pozostawał wiernym stronnikiem i współpracownikiem Maksymiliana Habsburga – króla Niemiec, a później cesarza. W 1504 r. podczas walk w Bawarii uratował go od niebezpieczeństwa, w latach 1507–1508 towarzyszył mu w wyprawie do Italii. Angażował się także w inne spory w Niemczech, stając po stronie Habsburgów (m.in. we Fryzji oraz w sporze o Hildesheim).
W okresie niepokojów religijnych w Niemczech związanych z wybuchem i rozwojem reformacji nie pochwalał nowej wiary, głównie z powodu braku posłuszeństwa jej wyznawców wobec Rzeszy, w mniejszym stopniu zaś z pobudek związanych z sumieniem. Współpracował wówczas z licznymi sojuszami książąt katolickich. Z troski o księstwo starał się jednak nie angażować zbyt aktywnie w sprawy z tym związane. Zmarł w trakcie obrad sejmu Rzeszy.

## Rodzina
Eryk I był dwukrotnie żonaty. W 1497 r. poślubił Katarzynę, córkę księcia saskiego Albrechta Odważnego, a wdowę po hrabim Tyrolu Zygmuncie Habsburgu. Z małżeństwa tego pochodziła córka Anna Maria, zmarła w dzieciństwie. Po śmierci Katarzyny w 1524 r. Eryk poślubił w następnym roku Elżbietę, córkę elektora brandenburskiego Joachima I Nestora, z którą miał czworo dzieci: 
- Elżbietę, żonę hrabiego Henneberg-Schleusingen Jerzego Ernesta,
- Eryka, syna i następcę w księstwie Brunszwiku-Calenberg,
- Annę Marię, żonę księcia Prus (byłego wielkiego mistrza zakonu krzyżackiego) Albrechta Hohenzollerna,
- Katarzynę.